# Manfredo Manfredi (Architekt)

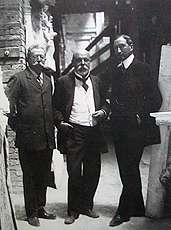
Manfredi (rechts) mit Koch und Pio Piacentini

Manfredo Manfredi (* 16. April 1859 in Piacenza; † 13. Oktober 1927 ebenda) war ein italienischer Architekt.

## Leben
Ab 1880 studierte er an der Akademie der Schönen Künste Accademia di Belle Arti di Roma in Rom. 1884 gewann er den zweiten Platz im Architektenwettbewerb für das Vittoriano. Nachdem der Sieger des Wettbewerbs, Giuseppe Sacconi, 1905 gestorben war, wurde Manfredi mit der Fertigstellung des Denkmals beauftragt.
Manfredi gehörte auch zu den Mitgründern der Scuola Superiore di Architettura, die er von 1908 bis 1920 als Direktor leitete. Er war außerdem gewähltes Mitglied im Parlament von 1909 bis 1919.

## Hauptwerke

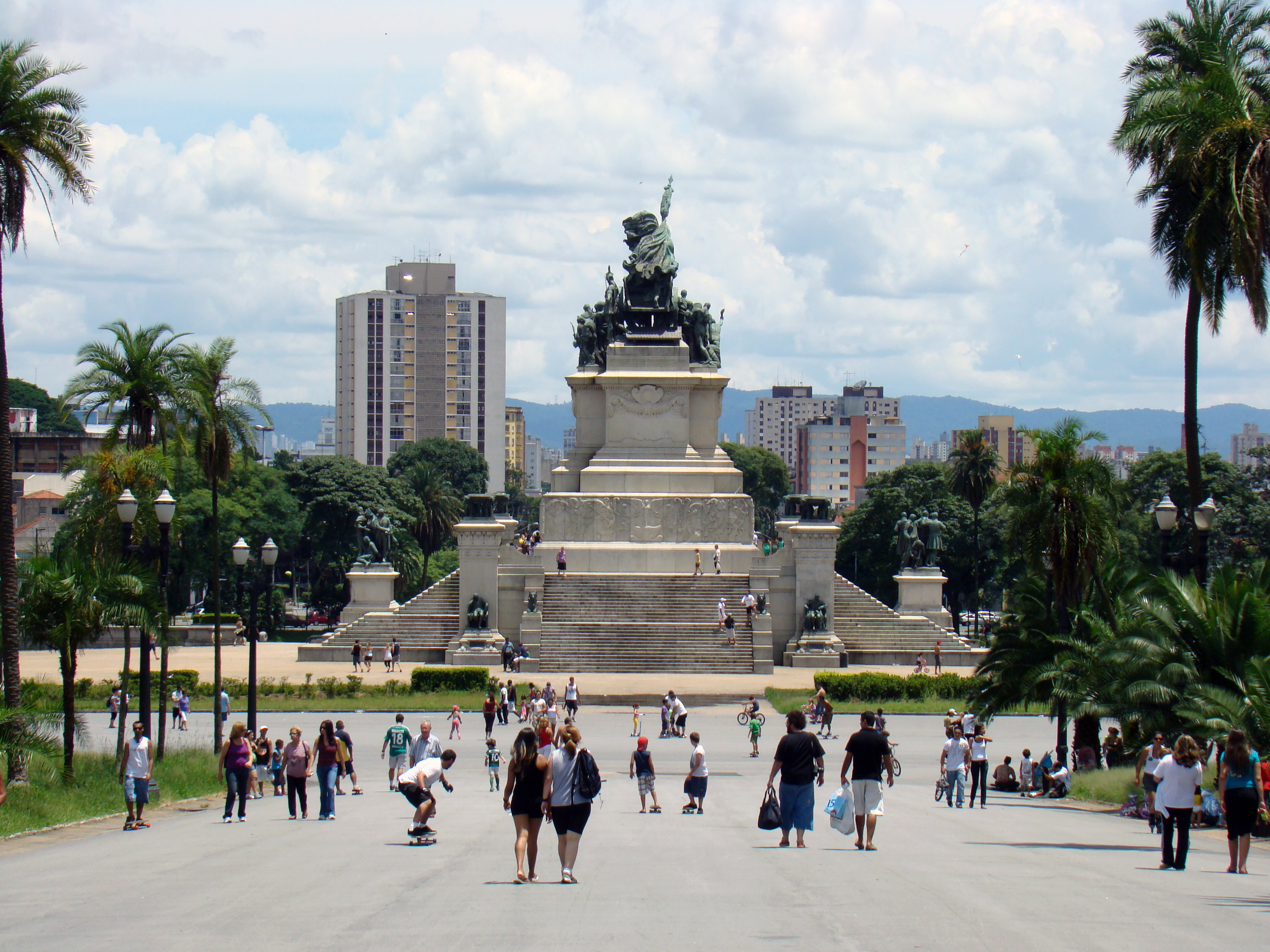
Unabhängigkeitsdenkmal in Ipiranga (gem. mit Ettore Ximenes)

- Grabstätte von Viktor Emanuel II. im Pantheon (Rom)
- Denkmal für die in der Schlacht am Volturno Gefallenen
- Rekonstruktion des Campanile von San Marco (mit anderen Architekten)
- Leuchtturm Faro del Gianicolo
- Palazzo del Viminale